# Brdo (rozhledna)
Rozhledna Brdo je kamenná vyhlídková věž na nejvyšším stejnojmenném vrcholu Chřibů. Z rozhledny lze dohlédnout na Jeseníky, Beskydy a Vsetínské vrchy. Rozhledna je vysoká 24 m a má celkem 99 schodů. Na rozhledně je možné zakoupit turistickou známku č. 1009 (Brdo - rozhledna Chřiby).

## Historie
Na vrcholu Brda stávala až do 70. let 20. století dřevěná rozhledna. Stavba nové kamenné rozhledny byla zahájena 28. října 2001 a slavnostně otevřena přesně o tři roky později dne 28. října 2004. Jednalo se o první kamennou rozhlednu postavenou na území Česka od 30. let 20. století. O výstavbu se zasloužilo Sdružení pro podporu místních iniciativ Chřiby. Autorem projektu je architekt Svatopluk Sládeček. Na stavbu byl použit pískovec z kamenolomu Žlutava a dubové dřevo z místních lesů. Náklady na stavbu dosáhly cca 5,5 miliónů korun.